# Ferruccio Pisoni
Ferruccio Pisoni (6 de agosto de 1936 — 12 de dezembro de 2020) foi um político italiano que serviu como deputado.